# 9824 Marylea
9824 Marylea (3033 T-2) là một tiểu hành tinh vành đai chính.